# Chilothorax tenuimanus
Chilothorax tenuimanus är en skalbaggsart som beskrevs av Sharp 1878. Chilothorax tenuimanus ingår i släktet Chilothorax och familjen Aphodiidae. Inga underarter finns listade i Catalogue of Life.